# Au music-hall
Pour plus de détails, voir Fiche technique et Distribution.
Au Music-hall est un film muet français réalisé par un réalisateur non identifié, sorti en 1907.
Ce court métrage produit par la société Pathé Frères met en scène Max Linder dans une situation burlesque dans un théâtre parisien.

## Synopsis
Les péripéties comiques d'un jeune homme ivre (Max Linder), au théâtre des Variétés, à Paris.

## Fiche technique
- Titre original : Au Music-hall
- Réalisation : réalisateur non identifié
- Photographie :
- Société de production : Pathé Frères
- Société de distribution : Pathé Consortium Cinéma
- Pays d'origine :  France
- Langue : film muet avec les intertitres  en français
- Format : Noir et blanc — 35 mm — 1,33:1 — Muet
- Métrage : 100 mètres (1 bobine)
- Genre : Comédie
- Durée : 3 minutes et 20 secondes
- Numéro de catalogue Pathé : 1625
- Dates de sortie :
  - France : 1907

## Distribution
- Max Linder : le jeune homme ivre